# Epicôndilo medial do úmero

Epicôndilo medial colorido em vermelho

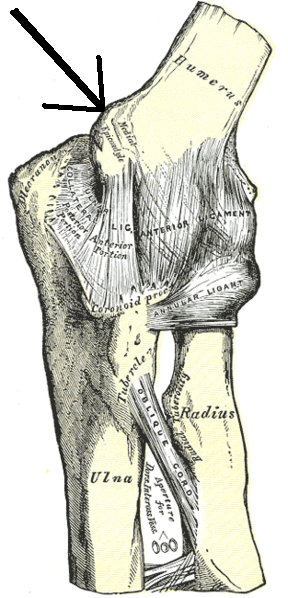
Articulação mostrando partes do úmero, rádio e ulna. A seta indica o epicôndilo medial.

O epicôndilo medial do úmero é uma eminência localizada na extremidade distal do úmero, próximo à articulação desse osso com a ulna. É maior e mais proeminente do que o epicôndilo lateral. É onde se localiza o tendão comum que origina os músculos palmares antebraquiais superficiais, que são o pronador redondo, o flexor radial do carpo, o palmar longo, o flexor ulnar do carpo e o flexor superficial dos dedos. O epicôndilo ainda dá inserção ao ligamento colateral ulnar da articulação do cotovelo.
No dorso do epicôndilo, existe um sulco por onde passa o nervo ulnar.
O epicôndilo medial do úmero em seres humanos é maior e mais proeminente do que o epicôndilo lateral e é direcionado ligeiramente mais posteriormente na posição anatômica. Em aves, em que o braço é ligeiramente rotacionado comparado a outros tetrápodes, é chamado de epicôndilo ventral do úmero. Em anatomia comparada, o termo mais neutro entepicôndilo é usado.